# Casa Escaleta I
La Casa Escaleta I és una obra de Maials (Segrià) inclosa a l'Inventari del Patrimoni Arquitectònic de Catalunya.

## Descripció
Casa entre mitgeres de planta baixa, dos pisos i golfa, que té la particularitat de que la propietat dona a dues façanes del carrer diferents, com s'aprecia al parcelari. La façana del nº 13 forma un engabiat de ferro al balcó i la del nº 19 és una composició tan autera com bonica.